# Konstanty II (metropolita kijowski)
Konstanty II – metropolita kijowski najprawdopodobniej sprawujący urząd od 1167 do co najmniej 1170.

## Życiorys
Konstanty II objął urząd po śmierci Jana IV i podobnie jako on posługiwał się tytułem metropolity całej Rusi (chociaż oficjalną sankcję zyskał on dopiero w 1380). Do Kijowa przybył w 1167.
Już w pierwszym roku sprawowania urzędu metropolita Konstanty oraz biskup czernihowski Antoni znaleźli się w konflikcie z wpływowym Monasterem Kijowsko-Pieczerskim w kwestii interpretacji zasad postów (zdaniem metropolity święta ruchome przypadające w środy i piątki nie zwalniały wiernych od obowiązku przestrzegania postu). Po święcie Narodzenia Pańskiego, jakie przypadło w 1168 w środę, Konstanty II nałożył epitemię (pokutę) na przełożonego klasztoru, ihumena Polikarpa.
W 1169 metropolita Konstanty zajmował się również sprawą Teodorca, wyznaczonego na metropolitę włodzimierskiego dzięki poparciu Andrzeja Bogolubskiego, który następnie nie starał się o oficjalne potwierdzenie swojego urzędu przez Patriarchat Konstantynopolitański. Pozbawiony poparcia księcia Andrzeja Bogolubskiego Teodorec został na rozkaz Konstantego pozbawiony języka i prawej ręki, a następnie oślepiony.
Zdaniem A. Poppego okrucieństwo Konstantego mogło być powodem, dla którego został on odwołany z Rusi i przeniesiony na inną katedrę – jego postawa zagrażała interesom bizantyjskim w regionie. Moment tej decyzji nie jest jednak jednoznacznie ustalony.